# Charles Fremantle

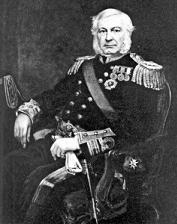
Sir Charles Fremantle, um 1860

Sir Charles Howe Fremantle GCB (* 1. Juni 1800; † 25. Mai 1869 in London) war ein britischer Admiral der Royal Navy.
Nach ihm wurde die Stadt Fremantle in Western Australia benannt.

## Herkunft
Charles Fremantle war der zweite Sohn von Vice-Admiral Thomas Fremantle aus dessen Ehe mit Elizabeth Wynne. Charles Fremantle war ein enger Gefolgsmann von Lord Nelson. Sein älterer Bruder war Thomas Fremantle, 1. Baron Cottesloe. Fremantle war ein Tagebuchschreiber. Seinen zweiten Vorname Howe erhielt er, weil er an einem Jahrestag des Sieges von Lord Howe über die Franzosen in der Seeschlacht am 13. Prairial in 1794 geboren wurde.

## Karriere
Fremantle trat 1812 als Midshipman in die Royal Navy ein und wurde während des Britisch-Amerikanischen Kriegs vor der US-amerikanischen Küste eingesetzt. Im November 1819 wurde er zum Lieutenant, im April 1822 zum Commander befördert.
Im April 1826 wurde Fremantle beschuldigt, in seiner Unterkunft in Portsmouth eine 15-jährige Hausangestellte vergewaltigt zu haben. Sein Onkel, der Unterhausabgeordnete Sir William Henry Fremantle (1766–1850), der sich gerade um das Amt des Treasurer of the Household bewarb, bezahlte große Geldsummen um Zeugen zu bestechen, Beweise zu vernichten und eine Verständigung mit der Justiz zu erreichen. So gelang es, einen Presseskandal und eine negative Beeinträchtigung seiner Karriere zu vermeiden.
Im August 1826 wurde er zum Captain befördert. 1828 erhielt er das Kommando über die mit 26 Kanonen bestückte Fregatte HMS Challenger und wurde an die Westküste von Australien beordert.
Die HMS Challenger wurde von der britischen Admiralität vom Kap der Guten Hoffnung am 20. März 1829 an den Cockburn Sound befohlen, wo er am 2. Mai ankerte und auf Garden Island anlandete. Eine Woche später hisste er die Britische Flagge an der südlichen Mündung des Swan River und nahm im Namen ihrer Majestät von King George IV förmlich von allen Gebieten des damaligen Neuhollands Besitz, außer dem Gebiet der sich bereits in britischem Eigentum befindlichen Kolonie von New South Wales.
Der Vizegouverneur James Stirling erreichte am 2. Juni mit seiner Familie und weiteren 69 Siedlern den Cockburn Sound an Bord der angeheuerten Fracht-Barke Parmelia, um dort eine Kolonie am Swan River im heutigen Western Australia aufzubauen. Am 8. Juni trafen sie in der militärischen Niederlassung 56 Offiziere und Männer, die mit der HMS Sulphur gelandet waren. Am 17. Juni verlas Stirling stellvertretend eine Proklamation, die in Übereinstimmung mit der Proklamation von Charles Fremantle stand. Die Landung der Einwanderer markierte den Beginn der Geschichte von Western Australia als britische Kolonie, dem späteren Bundesstaat von Australien.
Fremantle verließ die Swan River Colony am 25. August 1829 und begab sich zur britischen Armeebasis von Trincomalee in Ceylon (heute Sri Lanka), wo er weitere Jahre blieb. Während er in Ceylon stationiert war, suchte er verschiedene Orte auf, darunter die Ortschaft in China, die damals Kowloon hieß, und die er als Standort für einen britischen Stützpunkt empfahl. Die britische Regierung stimmte zu und infolge des ersten Opiumkriegs wurde Hongkong 1841 besetzt und ab 1843 Kronkolonie. Fremantle blieb einige Jahre in Ceylon und auf seinem Weg zurück nach England im September 1832 besuchte er die Swan River Colony für die Dauer von einer Woche und kam danach nie mehr dorthin zurück.
In 1843 wurde ihm das Kommando der HMS Inconstant der britischen Mittelmeerflotte übertragen und 1847 übernahm er das Kommando der HMS Albion im Mittelmeer. 1853 wurde er Captain der HMS Juno auf der Australia Squadron, einem Flottenverband der Royal Navy.
Im April 1854 wurde er zum Rear-Admiral befördert. Während des Krimkriegs war er 1855 Kommandeur (Superintendent) des Hafens von Balaklava. Von Juli 1858 bis Oktober 1860 war er Oberbefehlshaber (Commander-in-Chief) der Channel Squadron, des Ärmelkanal-Geschwaders, und im September 1860 wurde er zum Vice-Admiral befördert. Von Oktober 1863 bis Oktober 1866 war er Oberbefehlshaber der Devonport Squadron und im Februar 1864 wurde er zum Admiral befördert.
Am 2. Januar 1857 wurde er als Knight Commander des Order of the Bath geadelt und am 13. Mai 1867 zum Knight Grand Cross des Order of the Bath erhoben.

## Ehe und Nachkommen
Fremantle heiratete am 8. Oktober 1836 Isabella Wedderburn, Tochter des David Lyon und Witwe des James Wedderburn (1788–1831). Mit ihr hatte er drei Kinder:
- Emily Caroline Alexander (* 14. April 1838; † 10. Februar 1929), ⚭ Rev. C. L. Alexander, Rektor von Sturton-by-Bridge in Derbyshire;
- Celia Elizabeth McNeil (* 8. Oktober 1840; † 15. Februar 1929), ⚭ Canon E. A. McNeile, Vikar von St Pauls, Princes Park, Liverpool;
- Louisa Frances Fremantle (* 23. Februar 1843; † 20. März 1909).

## Spätes Leben
Er starb 1869 und ist auf dem Brompton Cemetery in London beerdigt.